# BLUEGOATS
BLUEGOATS（ブルーゴーツ）は、日本の女性アイドルグループ。2021年11月結成。株式会社TEAFがマネジメント、プロデュースを行っている。愛称は「アオヤギ」。コンセプトは「あなたと私でBLUEGOATS」。メンバーが作詞、振付を担当している。ファンの総称は「NOMADS（ノマーズ）」。「今を生きるということが一生青春」。

## 概要
2021年11月7日結成。「あなたと私でBLUEGOATS」をコンセプトに、ファンの一人一人も共にメンバーとして「BLUEGOATS」を作り上げるという形での活動・ライブを行なっている女性アイドルグループ。愛称は「アオヤギ」。横浜アリーナを満員にするという目標を掲げている。
作詞、振付はメンバー自身が担当しており、楽曲は主に平成初期を彷彿とさせる青春パンクが多く、グループとしても「青春」を意識させる活動をしている。「今を生きるということが一生青春」。
作曲はTHE BACK HORN 菅波栄純、BiSHなどに楽曲を提供している元SCRAMBLES、現TOPIC.LAB 田仲圭太、RED in BLUE 田口悟などが行っている。 
YouTubeへの動画投稿を中心にSNSでも精力的に活動しており、YouTubeでの生配信やアーカイブ、Xでの投稿などでイベントやライブを見ることもできる。
ライブは基本静止画撮影可、動画撮影不可。

## 沿革

### 2021年
- 11月7日 - 下北沢WAVERにて、お披露目ワンマンライブ「君はどうせ君だし」を開催。
- 12月28日 - YouTube『アオヤギチャンネル』にて、まゆた卒業を発表。
- 12月31日 - BLUEGOATS 1st EP「EGO」サブスク解禁[3]。

### 2022年
- 1月15日 - YouTube『アオヤギチャンネル』チャンネル登録者数4万人突破。
- 2月6日 - 東京・新宿Marbleでのライブ「Paint it BLUE」にて、まゆた卒業。
- 3月19日 - 東京・下北沢SHELTERにて、2ndワンマンライブ「やっぱ、いいや、」開催。2代目衣装お披露目。ファンネーム「NOMADS（ノマーズ）」に決定する。
- 6月26日 - 7月10日開催の3rdワンマンライブより新メンバー2人が加入し、5人体制になることが発表される[4][5]。
- 7月1日 - 新メンバー2人のTwitterが開設され、名前（オオハシ、ソンソナ）が発表される。
- 7月10日 - 東京・新宿ロフトにて、3rdワンマンライブ「ああ、もう全部捨てよう」開催。5人体制初披露。
- 9月4日 - YouTubeにて、グループ初の東阪ツアーの開催決定を発表[6]。
- 11月12日 - 東京・渋谷club asiaにて、東阪ツアー「いままでのこと、これからのこと」～東京編～開催。
- 11月26日 - 大阪・アメリカ村BEYONDにて、東阪ツアー「いままでのこと、これからのこと」～大阪編～開催。

### 2023年
- 2月19日 ‐ 愛知・CIRCUS NAGOYAにて、東名ツアー「あたらしく、それでも」～名古屋編～開催。同時に東名阪仙ツアーの開催決定を発表[7]。
- 3月26日 - 東京・青山月見ル君想フにて、東名ツアー「あたらしく、それでも」～東京編～開催。
- 4月23日 ‐ Spotify O-nestにて、東名阪仙ツアー「まっすぐ」～東京編～開催。
- 5月7日 ‐ 宮城・仙台enn 2ndにて、東名阪仙ツアー「まっすぐ」～仙台編～開催。
- 5月18日 - YouTube『アオヤギチャンネル』チャンネル登録者数5万人突破。
- 5月21日 - 大阪・アメリカ村BEYONDにて、東名阪仙ツアー「まっすぐ」～大阪編～開催。同日『全国ツアー』開催決定[8]。
- 6月18日 -  愛知・今池GROWにて、東名阪仙ツアー「まっすぐ」～名古屋編～開催。
- 6月24日 - YouTube『アオヤギチャンネル』チャンネル登録者数6万人突破。
- 7月22日 - 福岡・福岡grafにて、全国5都市回るツアー「わたしじゃない、わたしへ」～福岡編～開催。
- 8月14日 - 池袋FMにて、毎週月曜24:00～ラジオを始める事を発表[9]。番組名は『ウラヤギチャンネル』。
- 8月19日 - 大阪・アメリカ村DROPにて、全国5都市回るツアー「わたしじゃない、わたしへ」～大阪編～開催。
- 9月1日 - YouTube『アオヤギチャンネル』にて、オオハシが９月１７日の定期公演をもって卒業する事を発表[10]。
- 9月2日 - 愛知・新栄DAYTRIVEにて、全国5都市回るツアー「わたしじゃない、わたしへ」～名古屋編～開催。
- 9月17日 - 「交差点」のMVが公開される[11]。BLUEGOATS定期公演『BLUE ENCOUNT』にて、オオハシ卒業。
- 10月10日 - 公式X（Twitter）にて、新メンバー（piyo）の加入が発表される。11月9日に開催される「わたしじゃない、わたしへ」ツアーファイナルにてライブお披露目[12]。
- 10月16日 - 公式X（Twitter）にて、新メンバー（KJ）の加入が発表される。11月9日に開催される「わたしじゃない、わたしへ」ツアーファイナルにてライブお披露目[13]。
- 10月17日 - YouTube『アオヤギチャンネル』にて、全国５都市回るツアー「わたしじゃない、わたしへ」追加公演が発表される[14]。
- 11月9日 - 東京・CHIC HALL SHIBUYAにて、全国5都市回るツアー「わたしじゃない、わたしへ」～東京編～開催。6人体制初披露[15]。
- 11月13日 - 公式ホームページにて、piyoが11月13日付けで脱退する事を発表[16]。
- 11月25日 - 大阪・三国ヶ丘FUZZにて、全国5都市回るツアー「わたしじゃない、わたしへ」追加公演～大阪編～開催。
- 12月23日 - 愛知・今池GROWにて、全国5都市回るツアー「わたしじゃない、わたしへ」追加公演～名古屋編～開催。
- 12月25日 - ソンソナが都内某所にて、企画「新曲完成するまで出れない部屋」を実施。ソナが初の作詞にチャレンジ。
- 12月30日 - 東京・青山月見ル君想フにて、全国5都市回るツアー「わたしじゃない、わたしへ」追加公演～東京編～開催。この公演にてソナ初の作詞曲が披露される予定だったが間に合わず、ライブMCで涙ながらに延期を交渉、延期が決定。YouTubeにてライブを初配信。

### 2024年
- 1月28日 - 公式ホームページにて、KJが2月3日付けで脱退する事を発表[17]。
- 2月3日 - 東京・下北沢近道にて、グループ初の主催対バンライブ「blue fight club」にて、KJ脱退。
- 2月17日 - 2月18日、東京・青山月見ル君想フ、新宿Marbleにて、「投げ銭ライブ」DAY1・DAY2開催。YouTubeにてライブを配信。
- 3月10日 - ダイナマイト・マリンがフルマラソン企画を行い完走。東京・下北沢MOSAiCにて、ライブ「BOYS ON THE RUN」開催。「トーキョーブルー」初披露。YouTubeにてフルマラソン及びライブを配信。
- 5月3日・4日 - 東京・大塚Hearts＋にて、24時間ライブ「Full Power 24 hours」開催[18]。YouTubeにて24時間ライブを配信。
- 6月23日 - ほんま・かいなとダイナマイト・マリンが神奈川・横浜アリーナから東京・下北沢近道まで二人三脚ハーフマラソン企画を行い完走[19]。東京・下北沢近道にて、ライブ『BOYS WITH RUN』開催。「Tomorrow」初披露[20]。YouTubeにて二人三脚マラソン及びライブを配信。
- 7月9日 - YouTube『アオヤギチャンネル』チャンネル登録者数7万人突破。
- 8月24日 - 東京・新宿Marbleにて、『クズアイドル』リリースイベント「クズアイドル」開催[21]。
- 9月8日 - 東京・下北沢MOSAiCにて、10時間ぶっ通しライブ「This is BLUEGOATS」開催[22]。YouTubeにてライブを配信。
- 10月4日 - 10月6日、大阪・福島2nd LINE、愛知・R.A.D、愛知・大須TOYS、東京・渋谷CYCLONEにて、東名阪ツアー「駆け抜けて青春」開催[23]。YouTubeにて、ツアー中のほぼ48時間及びライブを配信。
- 11月16日 - 東京・下北沢WAVERにて、3周年記念ワンマンライブ「一生青春」開催。7th衣装初披露。
- 11月24日 - 東京・渋谷CLUB CRAWLにて、『一生青春〜後夜祭〜ワンコインLIVE』開催。
- 12月15日 - 東京・渋谷GATEWAY STUDIOにて、トークショー『ALL ABOUT BLUEGOATS』開催。東京・渋谷KOBUSHI BEER LOUNGE & BAR内にて、青春イベント『BLUEGOATS縁日』開催。
- 12月21日 - 東京・下北沢MOSAiCにて、4ヶ月連続リリースイベント『あたしが世界の真ん中』開催。第一弾はチャンチー作詞の「ガムシャラ」。
- 12月29日 - 東京・四谷LOTUSにて、トークショー開催（YouTubeにてメンバーシップ配信）、ライブ『THIS IS BLUEGOATS"2024"~全曲披露ライブ~』開催。YouTubeにてライブを配信。

### 2025年
- 1月19日 - 東京・下北沢SHELTERにて、4thワンマンライブ "ここが青春、永遠に"開催。
- 1月26日 - 東京・渋谷CLUB CRAWLにて、4ヶ月連続リリースイベント『あたしが世界の真ん中』開催。第二弾はダイナマイト・マリン作詞の「素直になれない」。
- 2月22日 - 東京・渋谷CLUB CRAWLにて、4ヶ月連続リリースイベント『あたしが世界の真ん中』開催。第三弾はソンソナ作詞の「おまじない」。
- 3月2日 - 東京・渋谷ワールド宇田川ビル内にて、ギャンブル観戦イベント開催、YouTubeにて配信。東京・渋谷CYCLONEにて、ライブ『DEAD OR A LIVE』開催[24]。
- 3月8日 - 東京・白金高輪SELENE b2にて、アイドルイベント『miniTIF vol.105』第2部に出演。
- 3月9日 - 東京・新宿Glamsteinにて、トークショー『ALL ABOUT BLUEGOATS』開催。YouTubeにてメンバーシップ配信。
- 3月15日 - 東京・渋谷CLUB CRAWLにて、4ヶ月連続リリースイベント『あたしが世界の真ん中』開催。第四弾はほんま・かいな作詞の「YOLO」。
- 3月22日 - 東京・大塚ハーツnextにて、イベント『ギュウ農フェス mini  2025春到来！The Music Strikes Back』昼の部に出演。
- 4月6日 - 東京・お食事処　あかだもおよび貸切パーティースペース NaNaiRo池袋にて、『BLUEGOATS文化祭』開催。
- 4月13日 - 神奈川・横浜みなとみらいブロンテにて、イベント『@JAM PARTY vol.107』1部、2部に出演。
- 4月27日 - 東京・ZEPP新宿にて、イベント『ギュウ農フェス in ZEPP シン・ジュク 絶対彼女！』に出演。
- 4月29日 - SHOWROOMにて放送中の「@JAMトークバラエティー"ドルバナ"」のゲストとして、ほんま・かいな出演。
- 5月2日 - 東京・新宿LOFTにて、5thワンマンライブ"青春謳歌"開催[25]。8th衣装初披露。
- 5月3日 - 東京・渋谷CLUB CRAWLにて、『「青春謳歌」後夜祭-DAY公演及びNIGHT公演』開催。
- 5月6日 - イベント『春のYOIMACHI』お風呂ステージ及びHearts+に出演。
- 5月18日 - 東京・白金高輪SELENE b2にて、イベント『miniTIF vol.107』に出演。
- 5月31日 - 神奈川・Naked Loft Yokohamaにて、トークイベント『BLUEGOATSとアイドルを語る会』開催[26]、及びツイキャスにてプレミアム配信。
- 6月1日 - 東京・カラオケまねきねこ渋谷本店4Fライブスペースにて、イベント『日本ダービーライブビューイング』開催[27]、及びYouTubeにて生配信。
- 6月7日 - 栃木・宇都宮HEAVEN'S ROCK及びオリオンスクエアにて、イベント『ギュウ農フェスmini SP in宇都2025君たちはどう生きるか』に出演。
- 6月8日 - 東京・下北沢club251にて、ダイナマイト・マリンの漫画発売記念イベント『MANGA×LIVE』開催。
- 6月15日 - ほんま・かいながフルマラソン企画を行い完走。東京・SHIBUYA THE GAMEにて、ライブ『BOYS ON THE RUN』開催[28]。「あたしの人生クソすぎる」初披露。YouTubeにてフルマラソン及びライブを配信。
- 6月21日 - 神奈川・平塚競輪場ログステージにて、イベント『平塚競輪アイドルフェス2025』に出演。
- 6月22日 - 東京・新宿Marbleにて、東名阪ツアー『永遠の愛』昼の部、夜の部開催。
- 6月23日より、メンバーのソンソナが超NATSUZOMEメインステージ争奪戦イベントにおいての企画にてベース演奏を始め、その練習風景をミクチャにて配信を行う。9日後のソロライブにてお披露目予定。
- 7月2日 - 東京・新宿Marbleにて、BLUEGOATSソンソナ単独ライブ『ソルファ』開催、ベース弾語り演奏を披露。ミクチャ及びYouTubeメンバーシップにて配信。
- 7月4日 - 神奈川・川崎CLUB CITTA’にて、イベント『@JAM MEETS〜オールナイトライブ〜 vol.16』に出演。
- 7月5日 - 7月6日、千葉・幕張海浜公園Gブロック特設会場にて、イベント『超NATSUZOME 2025』DAY1・DAY2に出演。
- 7月12日 - 愛知・RAD HALLにて、東名阪ツアー『永遠の愛』開催。
- 7月21日 - 東京・神田スクエアホールにて、イベント『アイドル甲子園 in KANDA SQUARE HALL」』DAY2に出演。
- 7月26日 - 大阪・福島2nd LINEにて、東名阪ツアー『永遠の愛』開催。
- 8月16日 - 東京・神田スクエアホールにて、イベント『アイドル甲子園 in KANDA SQUARE HALL」』DAY1に出演。
- 8月18日 - 東京・渋谷WWWにて、東名阪ツアー『永遠の愛』ツアーファイナル開催。

## メンバー
| 名前                 | 誕生日  | 出身地 | 好物                                       | 備考                |
| -------------------- | ------- | ------ | ------------------------------------------ | ------------------- |
| ほんま・かいな       | 5月7日  | 東京都 | グラタン、ドリア、ラザニア、パセリ         | 作詞を担当。        |
| ダイナマイト・マリン | 3月14日 | 群馬県 | オムライス、油そば                         | 作詞を担当。        |
| チャンチー           | 5月9日  | 東京都 | みかん、グミ、いちご、ハイチュウ、マンゴー | 振付を担当。        |
| ソンソナ             | 8月9日  | 東京都 | 唐揚げ、アイス                             | 2022年7月10日加入。 |

### 元メンバー
| 名前     | 誕生日   | 出身地 | 好物                                     | 備考                                    |
| -------- | -------- | ------ | ---------------------------------------- | --------------------------------------- |
| まゆた   | 11月18日 | 広島県 | 牛ユッケ                                 | 2021年10月24日加入。2022年2月6日卒業。  |
| オオハシ | 10月8日  | 静岡県 | 馬刺し、かしら、はつ、お寿司、オムライス | 2022年7月10日加入。2023年9月17日卒業。  |
| piyo     | 12月25日 | 東京都 | アイス、たらこパスタ                     | 2023年11月9日加入。2023年11月13日脱退。 |
| KJ       | 7月19日  | 山形県 | 子供が好きそうな食べ物                   | 2023年11月9日加入。2024年2月3日脱退。   |

## ディスコグラフィー

### 楽曲配信
| No | リリース       | タイトル                       | 楽曲                           | 作詞                            | 作曲                      | 備考                                                                 | MV          |
| -- | -------------- | ------------------------------ | ------------------------------ | ------------------------------- | ------------------------- | -------------------------------------------------------------------- | ----------- |
| 1  | 2021年12月31日 | EGO                            | ありのまま生きればいいんだ     | BLUEGOATS                       | M87                       | 作詞が明かされておらず、唯一メンバーが作詞していない楽曲となっている |             |
| 2  | 2021年12月31日 | EGO                            | 聞こえますか                   | ダイナマイト・マリン            | M87                       | チャンチーの経験を基にして書かれた歌詞                               |             |
| 3  | 2021年12月31日 | EGO                            | ブルースター                   | ダイナマイト・マリン            | M87                       | ダイナマイト・マリンの経験を基にして書かれた歌詞                     |             |
| 4  | 2021年12月31日 | EGO                            | 死にたい夜                     | ほんま・かいな                  | M87                       | ほんま・かいなの経験を基にして書かれた歌詞                           |             |
| 5  | 2021年12月31日 | EGO                            | 夢が壊れる音がした             | ダイナマイト・マリン            | M87                       |                                                                      |             |
| 6  | 2022年12月30日 | 私は大学を辞めた、友達のせいで | 私は大学を辞めた、友達のせいで | ダイナマイト・マリン            | M87                       | チャンチーの経験を基にして書かれた歌詞                               | [ 動画 1 ]  |
| 7  | 2022年12月30日 | 私は大学を辞めた、友達のせいで | フィルムカメラ                 | ダイナマイト・マリン            | M87                       | ダイナマイト・マリンの経験を基にして書かれた歌詞                     |             |
| 8  | 2022年12月30日 | 私は大学を辞めた、友達のせいで | ねえ、あのね                   | ほんま・かいな                  | M87                       | ほんま・かいなの経験を基にして書かれた歌詞                           |             |
| 9  | 2023年03月28日 | またね、おやすみ               | またね、おやすみ               | ほんま・かいな                  | M87                       | ほんま・かいなの経験を基にして書かれた歌詞                           | [ 動画 2 ]  |
| 10 | 2023年03月28日 | またね、おやすみ               | 夢患い                         | ダイナマイト・マリン            | M87                       | ダイナマイト・マリンの経験を基にして書かれた歌詞                     | [ 動画 3 ]  |
| 11 | 2023年09月19日 | 交差点                         | 交差点                         | ほんま・かいな                  | ichica                    | ほんま・かいながTikTokで募集したテーマを基に書いた歌詞               | [ 動画 4 ]  |
| 12 | 2023年09月19日 | 交差点                         | エンドロール                   | ダイナマイト・マリン            | M87                       |                                                                      |             |
| 13 | 2023年12月24日 | ラブコール                     | ラブコール                     | ほんま・かいな                  | ichica                    |                                                                      |             |
| 14 | 2024年01月20日 | スーパーヒーロー               | スーパーヒーロー               | ほんま・かいな                  | 田口悟                    | ほんま・かいながTikTokで募集したテーマを基に書いた歌詞               | [ 動画 5 ]  |
| 15 | 2024年01月20日 | スーパーヒーロー               | コズミックダンス               | ほんま・かいな                  | 田口悟                    |                                                                      |             |
| 16 | 2024年02月24日 | パンクエール                   | パンクエール                   | ソンソナ                        | M87                       |                                                                      | [ 動画 6 ]  |
| 17 | 2024年03月14日 | トーキョーブルー               | トーキョーブルー               | ダイナマイト・マリン            | ichica                    | 誰かに嫌われても大事なものを守れるように                             | [ 動画 7 ]  |
| 18 | 2024年04月05日 | 東京タワー                     | 東京タワー                     | ほんま・かいな                  | 田口悟                    |                                                                      | [ 動画 8 ]  |
| 19 | 2024年04月05日 | 東京タワー                     | GOOD LUCK!!                    | ほんま・かいな                  | 田口悟                    | 「明日やろう」を、本当に明日やる為に書いた歌                         |             |
| 20 | 2024年07月05日 | 夢で逢えたら                   | 夢で逢えたら                   | ほんま・かいな / 田仲圭太       | 田仲圭太                  |                                                                      |             |
| 21 | 2024年07月05日 | 夢で逢えたら                   | 君の唄で生きていたい           | ダイナマイト・マリン / 田仲圭太 | 田仲圭太                  |                                                                      | [ 動画 9 ]  |
| 22 | 2024年07月26日 | Hello,world!                   | Hello,world!                   | ほんま・かいな                  | ichica                    | チャンチーの為に書いた曲                                             |             |
| 23 | 2024年07月26日 | Hello,world!                   | 行こう                         | ほんま・かいな                  | ichica                    |                                                                      |             |
| 24 | 2024年08月18日 | クズアイドル                   | クズアイドル                   | ほんま・かいな                  | 田口悟                    |                                                                      | [ 動画 10 ] |
| 25 | 2024年08月18日 | クズアイドル                   | 僕らで鳴らせ!!                 | ほんま・かいな                  | 田口悟                    |                                                                      |             |
| 26 | 2024年09月08日 | Dynamite!!                     | Dynamite!!                     | ダイナマイト・マリン            | 田口悟                    |                                                                      |             |
| 27 | 2024年09月08日 | Dynamite!!                     | ステイブルー                   | ほんま・かいな                  | ichica                    |                                                                      |             |
| 28 | 2024年10月20日 | FOREVER YOUNG                  | FOREVER YOUNG                  | ダイナマイト・マリン            | 田口悟                    |                                                                      |             |
| 29 | 2024年10月24日 | 僕らはここだ                   | 僕らはここだ                   | ダイナマイト・マリン            | ichica                    |                                                                      |             |
| 30 | 2024年10月24日 | 僕らはここだ                   | 社会不適合                     | ほんま・かいな                  | 田口悟                    |                                                                      |             |
| 31 | 2024年10月24日 | 僕らはここだ                   | It Won’t Be Long               | ほんま・かいな                  | 田口悟                    |                                                                      |             |
| 32 | 2024年10月26日 | 涙の海を超えて                 | 涙の海を超えて                 | ほんま・かいな                  | 田仲圭太                  |                                                                      |             |
| 33 | 2024年11月07日 | IWGP                           | IWGP                           | ほんま・かいな / 田仲圭太       | 田仲圭太                  |                                                                      |             |
| 34 | 2024年11月07日 | IWGP                           | 戦う日々                       | ほんま・かいな / 田仲圭太       | 田仲圭太                  |                                                                      |             |
| 35 | 2024年12月21日 | ガムシャラ                     | ガムシャラ                     | チャンチー / Mr.S               | Mr.S                      |                                                                      | [ 動画 11 ] |
| ー | 2024年12月21日 | ガムシャラ                     | ガムシャラ（instrumental）     | チャンチー / Mr.S               | Mr.S                      |                                                                      |             |
| 36 | 2024年12月31日 | 2021                           | 2021                           | ほんま・かいな                  | 田仲圭太                  |                                                                      |             |
| 37 | 2025年01月12日 | 青春時代                       | 青春時代                       | ほんま・かいな                  | 田仲圭太                  |                                                                      | [ 動画 12 ] |
| 38 | 2025年01月19日 | 嘘ひとつ言えたなら             | 嘘ひとつ言えたなら             | ほんま・かいな                  | 田仲圭太                  |                                                                      |             |
| 39 | 2025年01月19日 | 嘘ひとつ言えたなら             | 迎春                           | ダイナマイト・マリン            | 小柴タケト                |                                                                      |             |
| 40 | 2025年01月19日 | 嘘ひとつ言えたなら             | 3月21日                        | ほんま・かいな                  | 小柴タケト                | ほんま・かいなが兄に贈った歌                                         |             |
| 41 | 2025年01月27日 | 素直になれない                 | 素直になれない                 | ダイナマイト・マリン            | 田仲圭太                  |                                                                      |             |
| ー | 2025年01月27日 | 素直になれない                 | 素直になれない（instrumental） | ダイナマイト・マリン            | 田仲圭太                  |                                                                      |             |
| 42 | 2025年02月23日 | おまじない                     | おまじない                     | ソンソナ / 田仲圭太             | 田仲圭太                  |                                                                      |             |
| ー | 2025年02月23日 | おまじない                     | おまじない（instrumental）     | ソンソナ / 田仲圭太             | 田仲圭太                  |                                                                      |             |
| 43 | 2025年03月01日 | 誰もあなたを笑わない           | 誰もあなたを笑わない           | ほんま・かいな / 田仲圭太       | 田仲圭太                  |                                                                      |             |
| 44 | 2025年03月01日 | 誰もあなたを笑わない           | DAYS                           | ほんま・かいな / 田仲圭太       | 田仲圭太                  |                                                                      |             |
| 45 | 2025年03月15日 | YOLO                           | YOLO                           | ほんま・かいな                  | 田口悟                    |                                                                      |             |
| 46 | 2025年03月15日 | YOLO                           | GO FUTURE                      | ほんま・かいな                  | 田口悟                    |                                                                      |             |
| 47 | 2025年03月15日 | YOLO                           | yeah!!                         | ほんま・かいな                  | 田口悟                    |                                                                      |             |
| 48 | 2025年04月16日 | MELLOW                         | MELLOW                         | ほんま・かいな / 永野元大       | 永野元大                  |                                                                      |             |
| 49 | 2025年04月23日 | ブルーミングドリーマー         | ブルーミングドリーマー         | ダイナマイト・マリン / Mr.S     | Mr.S                      |                                                                      |             |
| 50 | 2025年04月30日 | アイラヴユー                   | アイラヴユー                   | ほんま・かいな                  | 田仲圭太                  |                                                                      |             |
| 51 | 2025年06月07日 | ハローベイビー                 | ハローベイビー                 | ダイナマイト・マリン            | 田口悟                    |                                                                      |             |
| 52 | 2025年06月15日 | これが人生だ                   | これが人生だ                   | ほんま・かいな                  | 田仲圭太                  |                                                                      | [ 動画 13 ] |
| 53 | 2025年07月07日 | あたしの人生クソすぎる         | あたしの人生クソすぎる         | ほんま・かいな                  | 小柴タケト                |                                                                      | [ 動画 14 ] |
| 54 | 2025年07月31日 | 青春の真ん中に君がいる         | 青春の真ん中に君がいる         | ほんま・かいな                  | 田仲圭太                  |                                                                      |             |
| 55 | 2025年08月17日 | ♾️の愛                         | ♾️の愛                         | ほんま・かいな                  | 田口悟                    |                                                                      |             |
| 56 | 2025年08月17日 | ♾️の愛                         | 春はあけぼの                   | ほんま・かいな                  | 田口悟                    |                                                                      |             |
| 57 | 未収録         | 未収録                         | ポラロイド                     | ダイナマイト・マリン / Mr.S     | Mr.S                      |                                                                      |             |
| 58 | 未収録         | 未収録                         | 英雄の歌                       | ほんま・かいな                  |                           |                                                                      |             |
| 59 | 未収録         | 未収録                         | 解散                           | ほんま・かいな                  | 菅波栄純（THE BACK HORN） | BLUEGOATS代表曲                                                      | [ 動画 15 ] |
| 60 | 未収録         | 未収録                         | Tomorrow                       | ほんま・かいな                  | 田口悟                    | 魂で歌えるように短くした曲                                           |             |

## ワンマンライブ・ツアー

### ワンマンライブ
| 公演名                                      | 公演日         | 会場                |
| ------------------------------------------- | -------------- | ------------------- |
| 1stワンマンライブ「君はどうせ君だし」       | 2021年11月07日 | 東京・下北沢WAVER   |
| 2ndワンマンライブ「やっぱ、いいや、」       | 2022年03月19日 | 東京・下北沢SHELTER |
| 3rdワンマンライブ「ああ、もう全部捨てよう」 | 2022年07月10日 | 東京・新宿LOFT      |
| 3周年記念ワンマンライブ「一生青春」         | 2024年11月16日 | 東京・下北沢WAVER   |
| 4thワンマンライブ「ここが青春、永遠に」     | 2025年01月19日 | 東京・下北沢SHELTER |
| 5thワンマンライブ「青春謳歌」               | 2025年05月02日 | 東京・新宿LOFT      |

### ツアー
| 公演名                                       | 公演日               | 会場                     |
| -------------------------------------------- | -------------------- | ------------------------ |
| 東阪ツアー「いままでのこと、これからのこと」 | 2022年11月12日       | 東京・渋谷club asia      |
| 東阪ツアー「いままでのこと、これからのこと」 | 2022年11月26日       | 大阪・アメリカ村BEYOND   |
| 東名ツアー「あたらしく、それでも」           | 2023年02月19日       | 名古屋・CIRCUS NAGOYA    |
| 東名ツアー「あたらしく、それでも」           | 2023年03月26日       | 東京・青山月見ル君想フ   |
| 東名阪仙ツアー「まっすぐ」                   | 2023年04月23日       | 東京・Spotify O-nest     |
| 東名阪仙ツアー「まっすぐ」                   | 2023年05月07日       | 宮城・仙台enn 2nd        |
| 東名阪仙ツアー「まっすぐ」                   | 2023年05月21日       | 大阪・アメリカ村BEYOND   |
| 東名阪仙ツアー「まっすぐ」                   | 2023年06月18日       | 愛知・今池GROW           |
| 全国ツアー「わたしじゃない、わたしへ」       | 2023年07月22日       | 福岡・福岡graf           |
| 全国ツアー「わたしじゃない、わたしへ」       | 2023年08月19日       | 大阪・アメリカ村DROP     |
| 全国ツアー「わたしじゃない、わたしへ」       | 2023年09月02日       | 愛知・新栄DAYTRIVE       |
| 全国ツアー「わたしじゃない、わたしへ」       | 2023年10月14日       | 宮城・仙台enn 3rd        |
| 全国ツアー「わたしじゃない、わたしへ」       | 2023年11月09日       | 東京・CHIC HALL SHIBUYA  |
| 全国ツアー「わたしじゃない、わたしへ」       | 2023年11月25日       | 大阪・三国ヶ丘FUZZ       |
| 全国ツアー「わたしじゃない、わたしへ」       | 2023年12月23日       | 愛知・今池GROW           |
| 全国ツアー「わたしじゃない、わたしへ」       | 2023年12月30日       | 東京・青山月見ル君想フ   |
| 東名阪ツアー「駆け抜けて青春」               | 2024年10月04日       | 大阪・福島2nd LINE       |
| 東名阪ツアー「駆け抜けて青春」               | 2024年10月05日（昼） | 愛知・R.A.D              |
| 東名阪ツアー「駆け抜けて青春」               | 2024年10月05日（夜） | 愛知・大須TOYS           |
| 東名阪ツアー「駆け抜けて青春」               | 2024年10月06日       | 東京・渋谷CYCLONE        |
| 東名阪ツアー「永遠の愛」                     | 2025年06月22日（昼） | 東京・新宿Marble         |
| 東名阪ツアー「永遠の愛」                     | 2025年06月22日（夜） | 東京・新宿Marble         |
| 東名阪ツアー「永遠の愛」                     | 2025年07月12日       | 愛知・RAD HALL           |
| 東名阪ツアー「永遠の愛」                     | 2025年07月26日       | 大阪・福島2nd LINE       |
| 東名阪ツアー「永遠の愛」                     | 2025年08月18日       | 東京・渋谷WWW            |
| 東名阪ツアー「青春を、もう一度」             | 2025年10月05日       | 東京・渋谷CYCLONE        |
| 東名阪ツアー「青春を、もう一度」             | 2025年10月11日       | 愛知・RAD HALL           |
| 東名阪ツアー「青春を、もう一度」             | 2025年11月06日       | 東京・下北沢シャングリラ |
| 東名阪ツアー「青春を、もう一度」             | 2025年12月27日       | 大阪・Live House Pangea  |
| 東名阪ツアー「青春を、もう一度」             | 2026年01月28日       | ？？？                   |

### 動画
1. ↑   BLUEGOATS「私は大学を辞めた、友達のせいで」Official Music Video 2024年10月15日閲覧。
2. ↑   BLUEGOATS「またね、おやすみ」Official Music Video 2024年10月15日閲覧。
3. ↑   BLUEGOATS「夢患い」Official Lyrics Video 2024年10月15日閲覧。
4. ↑   BLUEGOATS「交差点」Official Music Video 2024年10月15日閲覧。
5. ↑   BLUEGOATS「スーパーヒーロー」 Official Music Video 2024年10月15日閲覧。
6. ↑   BLUEGOATS「パンクエール」Official Music Video【ソンソナ作詞】 2024年10月15日閲覧。
7. ↑   BLUEGOATS「トーキョーブルー」Official Music Video 2024年10月15日閲覧。
8. ↑   BLUEGOATS「東京タワー」Official Music Video 2024年10月15日閲覧。
9. ↑   BLUEGOATS「君の唄で生きていたい」LIVE MV 2024年10月15日閲覧。
10. ↑   BLUEGOATS「クズアイドル」Music Video 2024年10月15日閲覧。
11. ↑  アオヤギチャンネル | BLUEGOATS (2024-12-20), BLUEGOATS「ガムシャラ」Music Video 2025年5月5日閲覧。
12. ↑  アオヤギチャンネル | BLUEGOATS (2025-01-15), BLUEGOATS「青春時代」Music Video 2025年5月5日閲覧。
13. ↑  アオヤギチャンネル | BLUEGOATS (2025-06-01), ギャンブルとは人生である 2025年6月2日閲覧。
14. ↑  アオヤギチャンネル | BLUEGOATS (2025-06-15), BLUEGOATS「あたしの人生クソすぎる」Music Video 2025年6月19日閲覧。
15. ↑   解散 2024年10月15日閲覧。